# Amblyopone leae
Amblyopone leae es una especie de hormiga del género Amblyopone, familia Formicidae. Fue descrita científicamente por Wheeler en 1927.
Se distribuye por Australia. Se ha encontrado a elevaciones de hasta metros. Vive en microhábitats como rocas, piedras, nidos y la hojarasca.